# Elona Bojaxhi
Elona Bojaxhi, född den 25 december 1985 i Berat i Albanien, är en albansk-amerikansk skådespelerska och modell.
År 1999 flyttade Elona med familjen till USA för att arbeta i modeindustrin. Där upptäcktes hon av en filmdirektör och så började hon med sin filmkarriär med en roll i filmen The Man in the Movie.